# Mesochorus melalophacharopse
Mesochorus melalophacharopse är en stekelart som beskrevs av Kusigemati 1985. Mesochorus melalophacharopse ingår i släktet Mesochorus och familjen brokparasitsteklar. Inga underarter finns listade i Catalogue of Life.